# Steinmetz Barnabás
Steinmetz Barnabás (Budapest, 1975. október 6. –) kétszeres olimpiai bajnok vízilabdázó. 1993 és 2006 között a magyar válogatott tagja. Édesapja Steinmetz János, az 1968-as olimpia bronzérmes vízilabdázója. Édesanyja Varga Mária, kosárlabdázó. Testvére Steinmetz Ádám vízilabdázó.

## Sportpályafutása
A KSI-ben kezdett vízilabdázni. 1992-ben junior Európa-bajnokságot nyert. 1993-bn a felnőtt Eb-n ezüstérmet szerzett, a junior vb-n harmadik volt. Ebben az évben a Ferencvároshoz igazolt. 1994-ben a pozsonyi junior Eb-n ismét aranyérmes lett. 1995-ben a Ferencvárossal a LEN kupában döntőbe jutott, de ott nem járt sikerrel. Júliusban junior világbajnokságot nyert, augusztusban második volt az Universiade-n. Pályafutását a Szegedi VE csapatában folytatta. 1996-ban ismét második volt a LEN kupában. 1996 nyarán visszaigazolt az FTC-hez. Decemberben magyar kupagyőztes lett. A LEN kupában ismét második volt. 1997-ben tagja volt az Eb-győztes válogatottnak. 1998-ban vb második volt, a KEK-et megnyerte. 1999-ben második volt a Magyar Kupában. A KEK-ben az elődöntőig jutott. A bajnokságban második volt. A válogatottal Eb aranyérmet és Világkupát nyert.
2000-ben magyar bajnok lett a Ferencvárossal, majd a válogatottal is a dobogó tetejére állhatott az olimpián. Az új szezont a Nápoly játékosaként kezdte meg. A 2001-es hazai Eb-n bronzérmet szerzett, a fukuokai vb-n ötödik helyen végzett. 2002-ben harmadik volt a BL-ben. A belgrádi Világkupán második volt. 2003-ban a Vasashoz igazolt. A barcelonai vb-n aranyérmes lett. 2004-ben megvédte olimpiai bajnoki címét. 2004 októberében Magyar Kupa-győztes lett. A 2005-ös és a 2006-os bajnokságban ezüstérmes volt. 2007-ben és 2008-ban magyar bajnok lett. Az Euroligában harmadik lett 2008-ban. 2009 nyarán a Ferencvároshoz igazolt. 2010 nyarán ismét a Vasas játékosa lett. 2011-ben ezüstérmes lett az ob-n. 2011 májusában az Olimpiai Bajnokok Klubjának elnökségi tagja lett.
2005-ben az izraeli TEVA Gyógyszergyár Zrt. jogi részlegén kezdett dolgozni. 
2015 októberében kinevezték az osztrák felnőtt és junior válogatott kapitányának. A 2015-16-os idény végén bejelentette visszavonulását a Budapest Honvéd Sportegyesület színeiben, ahol szakmai igazgatóként is dolgozott.
Szívesen adta nevét reklámokhoz is (Budapest Bank Zrt., a testvérével, Ádámmal közösen a Top Joy üdítőitalokhoz, PPKE JÁK-ot Szabó Tünde egykori úszóval).

## Tanulmányai
1995-ben nyert felvételt a szegedi József Attila Tudományegyetem Állam- és Jogtudományi Karára, ahol édesapjuk is tanult és diplomát szerzett, és ahonnan a következő évben átjelentkezett a Pázmány Péter Katolikus Egyetem Jog- és Államtudományi Karára, jogász szakán diplomázott 2005-ben.

## Családja
Nős, felesége a Budapest Honvéd  Sportegyesület egykori futó atlétája, Bobcsek Emese. Egy lánya Bíborka (2013) és egy fia van Benedek (2017).
Korábbi partnerei: a Budapest Honvéd Sportegyesület szintén egykori 400-as (váltó)futó atlétája, kaposvári Terestyényi Tünde, valamint a volt miniszterelnök Medgyessy Péter nevelt lánya, Tornóczky Anita (2005), a Suzuki Hollós Autószalon, Autókereskedés és Szerviz tulajdonosának a lánya, Hollós Kata.

## Díjai, elismerései
- Magyar Köztársaság jó tanulója-jó sportolója (1993)
- Kiváló Ifjúsági Sportoló-díj (1995, 1996)
- Az év magyar csapatának tagja (1993, 2000)
- A Magyar Köztársasági Érdemrend tisztikeresztje (2000)
- A Magyar Köztársasági Érdemrend középkeresztje (2004)
- Papp László Budapest Sportdíj (2014)[7]